# Кулибин, Николай Александрович
Николай Александрович Кулибин (18 апреля 1831, Змеиногорск — 10 апреля 1903 (23.04.1903), Петербург) — русский горный инженер, внук И. П. Кулибина.

## Биография
Родился 6 (18) апреля 1831 года в семье горного инженера А. И. Кулибина на Алтае, где его отец в то время исполнял должность помощника управляющего Змеиногорского рудника. После трагической смерти отца в 1837 году, по высочайшему указу Николай Кулибин был определён на учёбу за казённый счет. В 1851 году он окончил Институт Корпуса горных инженеров (ИКГИ), первым по списку, с большой золотой медалью и занесением его имени на «золотую доску» института. В чине поручика он был направлен на Алтай, где стал заниматься разведкой золота. За проявленные способности вскоре он был назначен помощником управляющего Барнаульской лабораторией.
В августе 1853 года «по высочайшему повелению, последовавшему на доклад господина министра финансов», Кулибин был командирован на два года за границу, где изучал металлургию и пробирное искусство в Фрейбергской горной академии под руководством таких известных ученых-металлургов, как Брейтгаупт, Платнер, Фриче, Рихтер.
С 1855 по 1882 годы он преподавал в ИКГИ металлургию и пробирное искусство, галлургию, горное искусство, горную статистику. После преобразования Горного института в 1866 году стал профессором, в декабре 1880 года был удостоен звания заслуженного профессора горного института.
С 1856 года он преподавал металлургию в Петербургском технологическом институте. Также Н. А. Кулибин преподавал в Лесном институте и в Морской академии. Почти за тридцатилетнюю профессорскую деятельность он воспитал целую плеяду талантливых горных инженеров. У него начинали учиться такие выдающиеся учёные, как академики А. П. Карпинский, Ф. Н. Чернышёв и Е. С. Фёдоров, профессор И. В. Мушкетов. Кулибин был приглашён преподавать химию великому князю Сергею Александровичу.
В 1863 году он состоял в чине капитана, в 1866 — в чине полковника.
В апреле 1864 года Тамбовский губернский предводитель дворянства обратился к министру финансов с просьбой о посылке горного инженера для исследования «некоторых местностей… губернии, с целью открытия каменного угля и железных руд». Выбор пал на Кулибина, который был освобождён от летних занятий со студентами и отправлен в названную местность. Результатом этой поездки явился «Геогностический очерк Тамбовской губернии».
В 1867 году Н. А. Кулибин участвовал во Всемирной выставке в Париже, а в 1873 году — во Всемирной выставке в Вене.
В январе 1874 года был произведён в действительные статские советники. В 1875 году он был назначен управляющим лабораторией Горного департамента Министерства финансов. С 1876 года был членом горного учёного комитета. Также он был членом Совета торговли и мануфактур.
В 1882—1891 гг. был директором Горного Департамента. В эти годы Кулибин являлся председателем ряда комиссий по восстановлению и реорганизации минеральных источников и лечебниц на Кавказе. «В интересах дела, — писал министр, — необходимо, чтобы в рассмотрении этих вопросов принял непосредственное участие директор Горного департамента». За девятнадцать лет работы на посту директора Горного Департамента и председательствующего в высшем горном учреждении — Горном Совете — Кулибин провёл важнейшие административные и хозяйственные реформы, которые охватывали самые разные стороны горнозаводской промышленности. Так, было преобразовано Уральское горное управление и по его образцу учреждены управления в других горнозаводских районах. При его участии переданы в Горный Департамент горные части Кавказа и Закавказского края. Изданы положения и правила: о частной горной промышленности на государственных землях; об отдаче частным лицам разработки торфа; о добыче золота из отвалов; о разработке цветных камней; об улучшении положения рабочих на золотых промыслах России и многое другое.
В 1893 и 1895 годах Н. А. Кулибин временно исполнял должность товарища министра Государственных имуществ (Горный департамент подчинялся этому ведомству).
Весьма важны его заслуги в деле изучения сложнейшего из металлургических процессов — доменной плавки, а также исследования над изменением состава шихты и газов и над распределением температур в доменных печах.
Пользовавшийся заслуженным авторитетом в горной науке, Кулибин Н. А. часто приглашался в различные правительственные и межведомственные комиссии по проблемам металлургии и другим вопросам, связанным с горным делом. Показательно в этом плане высочайшее назначение его экспертом со стороны России на Всемирную выставку в Париже. За эту работу он был награждён французским императором крестом Почетного легиона.
10 апреля 1903 года Н. А. Кулибин скончался на семьдесят третьем году жизни. Его похоронили на Смоленском горном кладбище в Петербурге.

## Публикации
Главные труды Кулибина:
- «Геогностический очерк Тамбовской губернии» («Записки Минералогического Общества», 1864);
- «Исследование процесса доменной плавки в Райволовском заводе» («Научно-исторический сборник Горного Института», 1873);
- «Исследование никелевого изумруда» («Записки Минералогического Общества», 1865);
- «Качественное испытание лавровита» (ib., 1866).

## Награды
За свою продолжительную и плодотворную службу Н. А. Кулибин был награждён десятью русскими и двумя иностранными орденами, дослужился до чина действительного тайного советника.
российские
- орден Св. Станислава 2-й ст. (1866)
- орден Св. Анны 2-й ст. с императорской короной (1870)
- орден Св. Владимира 3-й ст. (1879)

иностранные
- орден Почётного легиона (1867)

## Семья
Сын Сергей, правнук изобретателя, исполнял обязанности Секретаря Горного Учёного Комитета. Ему принадлежат статьи, касающиеся мнений знаменитого геолога Зюсса о русском горном деле, написан целый отдел о горном деле в «Подробном указателе Всероссийской промышленной и художественной выставки в 1896 году в Нижнем Новгороде».